# Jonas Johnson
Jonas Johnson, född 23 mars 1970 i Gävle är svensk före detta ishockeyspelare (center) och -tränare.
Den första större svenska klubb Jonas Johnson representerade var Brynäs IF, där han var med och vann SM-guld säsongen 1993. Han bildade då radarpar med Andreas Dackell. 1998 bytte Johnson klubb till Frölunda HC som han kom att spela för under resten av sin karriär, med undantag för två säsonger i tyska EV Landshut. Jonas Johnson blev senare kapten och spelade i lagets förstakedja - ibland skämtsamt kallad "Johnson-ligan" - tillsammans med Tomi Kallio och Niklas Andersson.
Efter säsongen 2007/2008 tillkännagav Johnson att han som 38-åring slutar med ishockey. År 2009 gjorde han dock comeback och spelade sin första match för säsongen den 20 januari 2009 i den 42:e omgången. Redan den 7 mars, i kvartsfinalernas andra omgång, fick han återigen en plats i förstakedjan tillsammans med Kallio och Andersson. Efter slutspelet 2009 avslutade Johnson för andra gången sin karriär som spelare.
Säsongen 2008/2009 tränade Johnson tillsammans med Pär Edlund Hovås HC Pojkar födda 94. Därefter var han under ett par säsonger juniortränare i Frölunda. 2013/14 gjorde han en säsong som assisterande tränare i ungerska ligan, varpå han 2015/16 var huvudtränare i Varberg Vipers. Från hösten 2016 är han huvudtränare i HC Vita Hästen.

## Meriter
- SM-guld: 1993, 2003, 2005
- Landskamper: 72
- Draftad av St. Louis Blues 2002

## Klubbar
- Frölunda HC (1998/1999-2007/2008, 2009-2009)
- EV Landshut (1996/1997-1997/1998)
- Brynäs IF (1991/1992-1995/1996)
- IF Björklöven (1990/1991)
- Strömsbro/Gävle HF 83 (1987/1988-1989/1990)